# Picraminezuur
Picraminezuur of 2-amino-4,6-dinitrofenol is een explosief genitreerd fenol, afgeleid van picrinezuur. Het is een rode, kristallijne vaste stof.

## Synthese
Picraminezuur wordt bereid door partiële reductie van picrinezuur met behulp van natriumwaterstofsulfide.

## Toepassingen
Picraminezuur wordt gebruikt voor de bereiding van de springstof diazodinitrofenol en van azokleurstoffen. Derivaten van picraminezuur, vooral het natriumzout natriumpicramaat worden gebruikt in haarkleurmiddelen.
Op de reductie van picrinezuur naar picraminezuur is de methode van Crecelius-Seifert gebaseerd. Dit is een verouderde colorimetrische methode voor de bepaling van het bloedsuikergehalte. Een oplossing van picrinezuur wordt met een bloedstaal gemengd; het eiwit wordt dan afgefilterd. Door natronloog toe te voegen en het staal in een waterbad te verhitten wordt picrinezuur door de bloedsuiker gereduceerd tot picraminezuur, dat een rode kleur heeft. Na afkoelen kan men het bloedsuikergehalte in een suikercolorimeter aflezen.

## Toxicologie en veiligheid
In droge toestand kan picraminezuur exploderen door impact, wrijving, hitte of een andere ontstekingsbron.